# Filtsjöpung
Filtsjöpung (Didemnum vexillum), populärt benämnd havsspya, är en art av sjöpung som beskrevs 2002 av den australiensiska marinbiologen Patricia Kott. Didemnum vexillum ingår i släktet Didemnum och familjen Didemnidae. Arten har 2022 för första gången påträffats i Sverige. Inga underarter finns listade i Catalogue of Life.
Arten tros ha sitt ursprung i Japan, men den har spritt sig till kusten av flera kontinenter och den betraktas som en invasiv art. Den upptäcktes 1991 i Nederländerna, där den har kommit att täcka stora delar av havsbotten i kustprovinsen Zeeland. Den har senare hittats i bland annat Storbritannien, Frankrike och Irland. År 2020 hittades den i Norge, och 2022 även i Sverige.
Den har populärt kallats för havsspya (en: Sea vomit), eftersom den liknar en gulaktig, bubblig smet, som snabbt kan kolonisera stora områden på havsbotten. Sedan september 2022 är dess officiella svenska namn filtsjöpung. Den bildar täta mattor som snabbt täcker tångruskor, musselbäddar och havsbotten. Den fortplantar sig både med hjälp av larver, som kan sprida sig löver större avstånd, men också genom att den helt enkelt delar sig i mindre delar. Den antas ha kommit till Europa med internationell sjöfart.